# Ds-Klimate

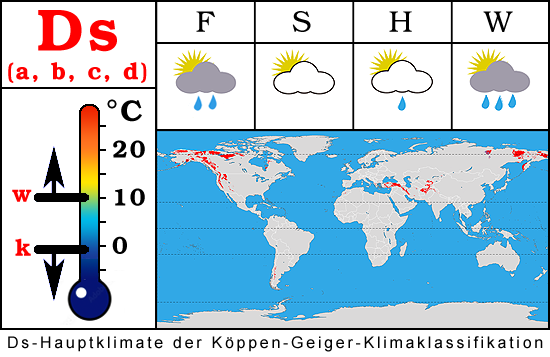
Wärmster Monat w > 10 °C
kältester Monat k unter 0 bzw. −3 °C
winterfeucht / sommertrocken
Untertypen a, b, c, d

Die Ds-Klimate – nach Kottek et al. heute als Snow climate with dry summer (Schneeklimate mit trockenen Sommern) bezeichnet, möglich wäre (analog zu den Bezeichnungen für die anderen D-Klimate) auch Sommertrockenkalte Klimate – ergänzen die elf Hauptklimate der effektiven Klimaklassifikation nach Köppen & Geiger (1918 bis 1961) um einen zwölften Typ.
Köppen selbst nahm 1931 keine realisierten Ds-Klimate an. 1936 schrieb er hingegen, dass es kaum vorkäme. Auf den Kartenumsetzungen nach Geiger wird es bis heute nicht ausgewiesen. Moderne Berechnungen (siehe abgebildete Klimakarte) weisen alle Ds-Klimatypen aus. Sie grenzen die vier zugehörigen Klimate Dsa, Dsb, Dsc und Dsd nach festgelegten hygrischen und thermischen Grenzwerten ein und untergliedern – im Sinne Köppens – die Klimaklasse D zusammen mit den Df- und Dw-Klimaten. Diese Klimate kommen – von kleinen Ausnahmen in Südamerika abgesehen – nur auf der Nordhalbkugel vor.
Die Ds-Klimate kommen zwar in der Logik des Systems vor („Wenn es Df und Dw gibt, muss es auch Ds geben – mit allen Unterklimaten a, b, c und d“), sind aber kaum geeignet, um reale Klimawirkungen (etwa das Vorkommen bestimmter Vegetationstypen) abzugrenzen. Daher werden sie vor allem im englischsprachigen Raum auch in alternative Hauptgruppen gestellt. Alle anderen Klimaklassifikationen kennen keine vergleichbaren Klimatypen (siehe auch Alternative).
Unabhängig vom Vegetationsbezug sind Köppens Grenzwerte (trotz oder wegen der erheblichen Vereinfachungen im Vergleich mit anderen Systemen) bis heute weltweit die am häufigsten verwendeten Klimaschlüssel in klimageographischen Zusammenhängen.

## Bezeichnung und Klassifikation
Um Verwechslungen mit den Klimaten anderer Systeme oder den „klassischen“ Klimazonen zu vermeiden, empfahl bereits Köppen, vorrangig die kryptischen Bezeichnungen zu verwenden.
Die insgesamt 30 Klima-Untertypen dieses Systems sind durch jeweils zwei oder drei Buchstaben gekennzeichnet, die für bestimmte Wärme- und Wassermangelgrenzen für den Pflanzenwuchs stehen (Schwellenwerte und Andauerzeiten der Temperaturen und Niederschläge). Sie bilden die wesentlichsten klimatischen Ansprüche der großen Pflanzenformationen der Erde ab. Trotz einiger fachlicher Unzulänglichkeiten und etlicher „technischer“ Klimate, die keinen Bezug zu einer hauptsächlichen Vegetation haben (gilt auch für alle Ds-Klimate im Wesentlichen), hat sich die Klimakarte von Köppen & Geiger in der Klimageographie weltweit in etlichen (etwa digitalen) Überarbeitungen und Ableitungen etabliert.

### Alternative
Moderne Umsetzungen (vor allem in englischsprachigen Veröffentlichungen) orientieren sich zuweilen bei den Klimaklassen C und D mehr an den klassischen Klimazonen, sodass andere Kombinationen gruppiert werden. So werden etwa Dfa/Dfb, Dwa/Dwb und Dsa/Dsb als Feuchte Kontinentalklimate sowie Dfc/Dfd, Dwc/Dwd und Dsc/Dsd als Subarktische Klimate zusammengefasst. Insbesondere die letztgenannte Klimagruppe erscheint auch für allgemeine Beschreibungen sinnvoll, da sie sich beim größtmöglichen Vegetationstyp nicht unterscheiden.

## Grenzwerte
D = Der kälteste Monat hat eine Temperatur von weniger als 0 °C bzw. −3 °C (abhängig davon, welche Isotherme benutzt wird), der wärmste Monat liegt über 10 °C.
s = Periodisch sommertrockenes Klima: Der feuchteste Monat des Winters ist mindestens dreimal so niederschlagsreich wie der trockenste des Sommers, der weniger als 40 mm aufweist.

, Datengrundlage: 1980–2016

## Ausprägung

### Dsa und Dsb
Die Klimatypen Dsa und Dsb sind ausschließlich Hochgebirgsklimate, die vor allem in Gebirgen realisiert sind, die im Einflussbereich der Winterfeuchten Subtropen bzw. im Anschluss an Cs-Klimate liegen. Sie werden dort recht klar von Waldsteppen (meist Dsa) und Gebirgsnadelwäldern (meist Dsb) an der Trockengrenze repräsentiert: Halboffene Eichen-, Kiefern- oder Zedernwälder in eher trockenen Gebirgen sowie Tannenwälder in eher feuchten Hochlagen. Auf der Südhalbkugel finden sich in unteren montanen Lagen (Dsb) vor allem Steineiben- oder Araukarienwälder (beides Nadelhölzer) und in höheren Lagen (Dsc) Scheinbuchenwälder.

### Dsc und Dsd
Das Dsc-Klima schließt sich in der alpinen Höhenstufe der genannten Gebirge an. Die Vegetation entspricht jedoch (auf der Nordhalbkugel) ebenso dem Tundrenklima, sodass keine eindeutige Zuordnung möglich ist.
Die weitaus größten Bereiche dieses Klimatyps sowie des nur in Ostsibirien vorkommenden Dsd-Klimas liegen jedoch in (sub)arktischen Gebieten. Eine Zuordnung bestimmter Vegetationstypen oder Abgrenzung von den anderen D-Klimaten der Subtypen „c“ und „d“ ist hier praktisch nicht möglich.
Bei diesen Klimatypen ist Köppens Klimaschlüssel aufgrund der wenigen Parameter nur unzureichend geeignet, reale Entsprechungen zu finden (siehe auch Vor- und Nachteile der Köppen-Klassifikation). Daher werden sie von manchen Autoren in alternative Hauptgruppen gestellt.

## Dsa-Klima
Das Dsa-Klima – Sommerheißes trockenes Kontinentalklima, nach Übersetzung der englischen Bezeichnung Hot, dry-summer continental climate – grenzt im Wesentlichen wechselfeuchte Klimate planar-kolliner Vorgebirge der Subtropen im Einflussgebiet mediterraner Klimate ein.
a = Die Sommer sind heiß und schwül, der wärmste Monat liegt im Mittel über 22 °C.

### Verbreitung
Die Kombination Dsa hat nach der hier verwendeten Kartenumsetzung mit Abstand ihre größte Verbreitung in den südlichen Gebirgen Ostanatoliens hinunter ins Zagros-Gebirge bis in den Norden der iranischen Provinz Fars. Eine Vielzahl fragmentierter Gebiete liegen am äußersten westlichen Rand der hochasiatischen Gebirge mit einem Schwerpunkt im Vorland des Ugomgebirges in Südkasachstan.

### Beispiele
- Vorgebirge östlich von Bountiful, Utah, USA[12]
- Hakkâri, Südost-Türkei[13]
- Bidschar, Kordestān, Iran[14]
- Vorgebirge östlich von Schymkent, Süd-Kasachstan[15]

## Dsb-Klima
Das Dsb-Klima – Sommerwarmes trockenes Kontinentalklima, nach Übersetzung der englischen Bezeichnung Warm, dry-summer continental climate – grenzt im Wesentlichen wechselfeuchte Klimate montaner Gebirge der Subtropen im Einflussgebiet mediterraner Klimate ein.
b = Die vier wärmsten Monate liegen über dem 10 °C-Mittel, der wärmste Monat bleibt hingegen unter der 22 °C-Marke. Der kälteste Monat liegt im Mittel über dem Gefrierpunkt.

### Verbreitung
Die größte Ausdehnung besitzt dieses Klima an den inneren Randgebirgen des Columbia Plateaus im Nordwesten der Vereinigten Staaten sowie an der Ostabdachung der pazifischen Küstengebirge vom äußersten Süden British Columbias bis Süd-Kalifornien. Etliche weitere kleine fragmentarische Gebiete liegen an den Rändern des Colorado-Plateaus im Südwesten der USA. Auf der Südhalbkugel weist die hier verwendete Kartenumsetzung im Andenvorland im Westen der argentinischen Provinz Río Negro eine sehr kleine Fläche Dsb aus, die allerdings über den Online-Klimakartendienst mapresso (siehe Beispiele) nicht lokalisiert werden kann. Dies gilt ebenso für die kleinen Flächen in Südeuropa und Nordafrika.

### Beispiele
- Little Pend Oreille National Wildlife Refuge, Washington, USA[16]
- Südliches Morava-Gebirge, Kreis Kolonja, Albanien[17]
- Ağrı, Ost-Türkei[18]
- Bamiyan-Tal, Zentral-Afghanistan[19]

## Dsc- und Dsd-Klima
Das Dsc-Klima – Sommertrockenes subarktisches Klima, nach Übersetzung der englischen Bezeichnung Dry-summer subarctic climate – liegt in den subtropischen Gebirgen über dem Dsb-Klima; betrifft aber vor allem große Bereiche der borealen Zone.
c = Ein bis drei Monate liegen über 10 °C. Winterkalt und kontinental: Der kälteste Monat liegt zwischen 0 und −38 °C.
Das Dsd-Klima – Mediterran beeinflusstes extrem kaltes subarktisches Klima, nach Übersetzung der englischen Bezeichnung Mediterranean-influenced extremely cold subarctic climat – ist der extrem kalte Typ des Ds-Klimas, der nur in Ostsibirien vorkommt.
d = Ein bis drei Monate liegen über 10 °C. Extrem winterkalt und extrem kontinental: Der kälteste Monat liegt unter −38 °C.
Diese beiden Klimate werden ausführlich als Untergruppen der alternativen Hauptgruppe Subarktische Klimate behandelt.